# Чоловіча збірна України з футболу серед людей з вадами слуху
Чоловіча дефлімпійська збірна України з футболу — чоловіча футбольна збірна, яка представляє Україну на міжнародних змаганнях з футболу серед людей з вадами слуху. Ставала дворазовим чемпіоном Дефлімпійських ігор 2009 та 2021 років та двічі срібний призер (2013 та 2017).

## Історія

### Підготовка до Чемпіонату світу 2008
Чемпіонат Світу 2008 у Греції став дебютним для збірної України. Наприкінці лютого − на початку березня підопічні Віталія Кулібабенка провели перший навчально-тренувальний збір 2008 року.
У Полтаві українська команда провела три спаринги, жодний з яких не програла. Розпочавши з нічиєї у матчі з місцевою командою, складеною з гравців із вадами слуху (2:2), команда Кулібабенка розгромила збірну полтавського Університету (4:0) та перемогла юнаків місцевої ДЮСШ (2:1). «Нашою головною метою під час цього збору було спостереження за кандидатами й формування команди, яка у липні вирушить на чемпіонат світу, − зазначив тренер. − Напередодні спарингів хлопці пройшли тестування, яке засвідчило непоганий стан фізичної форми усіх гравців. Згодом саме це і підтвердили результати контрольних ігор».
Як розповів Кулібабенко, на збір до Полтави було запрошено сім новачків, які зарекомендували себе з найкращого боку. Це Максиміліан Бондаренко, Андрій Білий, Петро Задорожний, Сергій Курцев, Олексій Федюк, Олександр Залозний, Олександр Верещака і Дмитро Невенченко ст.
Наступним етапом підготовки став збір наприкінці березня − на початку квітня у місті Горішні Плавні. Умови для тренувань надав місцевий клуб «Гірник-Спорт», з котрим, «синьо-жовті» і провели свій перший контрольний поєдинок. Професіонали з Полтавщини виявились сильнішими − 4:0. Зате наступні три спаринги хлопці Кулібабенка впевнено виграли − у юнацької команди «Гірника-Спорт» (4:0, голи − Федюк, Соловей та двічі Басанський), аматорського колективу «Дмитрівка» (2:0, голи − Невенченко, Соловей) та у збірної Полтавської області «Інваспорт» (6:1, голи − тричі Федюк, двічі Невенченко та М.Танчик).

### Дефлімпійські ігри 2009
У фінальному матчі збірна України перемогли гравців з Росії та вибороли золоті нагороди.

### Дефлімпійські ігри 2013
Фінальній частині Літніх Дефлімпійських ігор 2013 передували відбіркові змагання. Збірна України на цьому етапі зустрічалася зі збірною Франції. Гра пройшла у боротьбі і закінчилась перемогою українців. Ця перемога дала можливість збірній у Софії захистити титул чемпіона Олімпіади, який вона виборола у 2009 році в Тайпеї.
ХХІІ Літні Дефлімпійські ігри відбувались з 25 липня по 4 серпня у Софії (Болгарія). У груповому етапі збірна України розпочала свої виступи з перемоги. У першому матчі українці з рахунком 4:1 розгромили збірну Кореї, потім впевнено перемогла збірну Данії 4:0. У матчі 3 туру збірна України зустрічалась з Іраном, вирішувалась доля путівки до чвертьфіналу турніру. Матч закінчився нічию − 2:2. Таким чином «синьо-жовті» набрали 7 очок і з першого місця в групі вийшли до 1/4 фіналу.
31 липня, у Софії відбувся чвертьфінальний матч футбольного турніру, у якому збірна України зустрічалась зі збірною Туреччини. Основний та додатковий час закінчились з рахунком 1:1, а у серії пенальті українська команда була сильнішою − 5:4. Далі у півфіналі українці перемогли команду з Єгипту.
У Фіналі 2 серпня підопічні Олександра Верещаки (старшого) програли збірній Росії з рахунком 1:2.

### Чемпіонат Європи 2015
У вівторок, 16 червня, збірна України розпочала виступи у фінальній частині VIII чемпіонату Європи з футболу серед інвалідів з вадами слуху у Ганновері (Німеччина). «Синьо-жовті» потрапили до групи «D», де суперниками були збірні Ірландії, Польщі та Угорщини.
Першими суперниками українців по групі «D» була збірна Угорщини. У цьому матчі українці не мали проблем, декласувавши угорців з рахунком 9:0. В іншому матчі нашої групи, в якому зустрічалися збірні Польщі та Ірландії, перемогу з рахунком 6:0 святкували ірландці.
18 червня збірна України зіграла свій другий матч. Цього разу суперниками «синьо-жовтих» була збірна Ірландії, яких українці здолали — 2:0, забивши по голу в кожному з таймів. Таким чином, збірна України із шістьома очками в активі одноосібно очолила групу «D». Інший матч нашого квартету між збірними Польщі і Угорщини завершився перемогою поляків з рахунком 3:1.
У заключній грі групового етапу 20 червня лідери групи "D"зустрічалися з поляками. Як і в попередніх матчах, збірна не зустріла гідного опору з боку суперників. «Синьо-жовті» відвантажили по три м'ячі у ворота польської збірної у кожному з таймів, завершивши гру з рахунком 6:0.
У чвертьфінальній зустрічі змагань жереб звів команду з бельгійцями. Початок матчу виявися для «синьо-жовтих» не досить вдалим, і після перших 45 хвилин гри українці поступалися з рахунком 0:1. Але у другому таймі гравці зуміли зібратися і переломити хід зустрічі, забивши два переможних м'ячі, які, у підсумку, вивели збірну України до півфіналу змагань.
24 червня збірна України зіграла півфінальний матч з росіянами. Матч проходив у рівній боротьбі двох сильних колективів, але долю зустрічі вирішив єдиний гол, який було забито наприкінці зустрічі. За 5 хвилин до закінчення гри м'яч з рикошетом від голкіпера збірної України Сергія ФроловаСергія Фролова зрізався у власні ворота. «Синьо-жовті» намагалися відновити паритет у рахунку і мали декілька небезпечних моментів для взяття воріт суперників, але зазнали мінімальної поразки — 0:1.
У матчі за бронзові нагороди українці змагались з Англією і перемогли.

### Чемпіонат світу 2016
З 19 червня по 2 липня 2016 року збірна брала участь у чемпіонаті світу з футболу в Італії, де зібралися 16 чоловічих та 7 жіночих команд континенту. Збірну України представляли 20 футболістів. Головна мета тренерському складу — суттєво омолодити команду та підготувати її виконавців до успішних виступів на Дефлімпійських іграх 2017 року.
У групу «С», крім української команди, потрапили команди з Англії, Ірану та Єгипту. У кожному з 3-х матчів взяли участь всі футболісти, що дало змогу тренерам збірної оцінити молодих гравців.
| № | Команда | Рахунок | Команда |
| - | ------- | ------- | ------- |
| 1 | Україна | 2:2     | Іран    |
| 2 | Україна | 1:1     | Англія  |
| 3 | Єгипет  | 1:1     | Україна |

Усі матчі української команди завершилися внічию, через що «синьо-жовтим» довелося надалі боротися за 9-12-ті місця, де українці зустрілися зі збірною Саудівської Аравії. Хороша гра на початку матчу надала впевненості, і збірна здолала опонентів з рахунком 1:0. У матчі за 9-те місце збірна України боролася із командою Італії. Українці впевнено перемогли з рахунком 4:1.

### Відбір на Дефлімпійські ігри 2017
У неділю, 4 жовтня 2015 року збірна України стартувала у раунді кваліфікації Дефлімпійських ігор 2015—2016. Українці у першому матчі групового етапу у гостях мінімально обіграла збірну Данії — 1:0. Вже на п'ятій хвилині поєдинку у Хеденстеді у складі «синьо-жовтих» відзначився Дмитро Невенченко. Цей гол так і залишився єдиним у матчі, хоча нагоди змінити рахунок на табло мали обидві збірні.

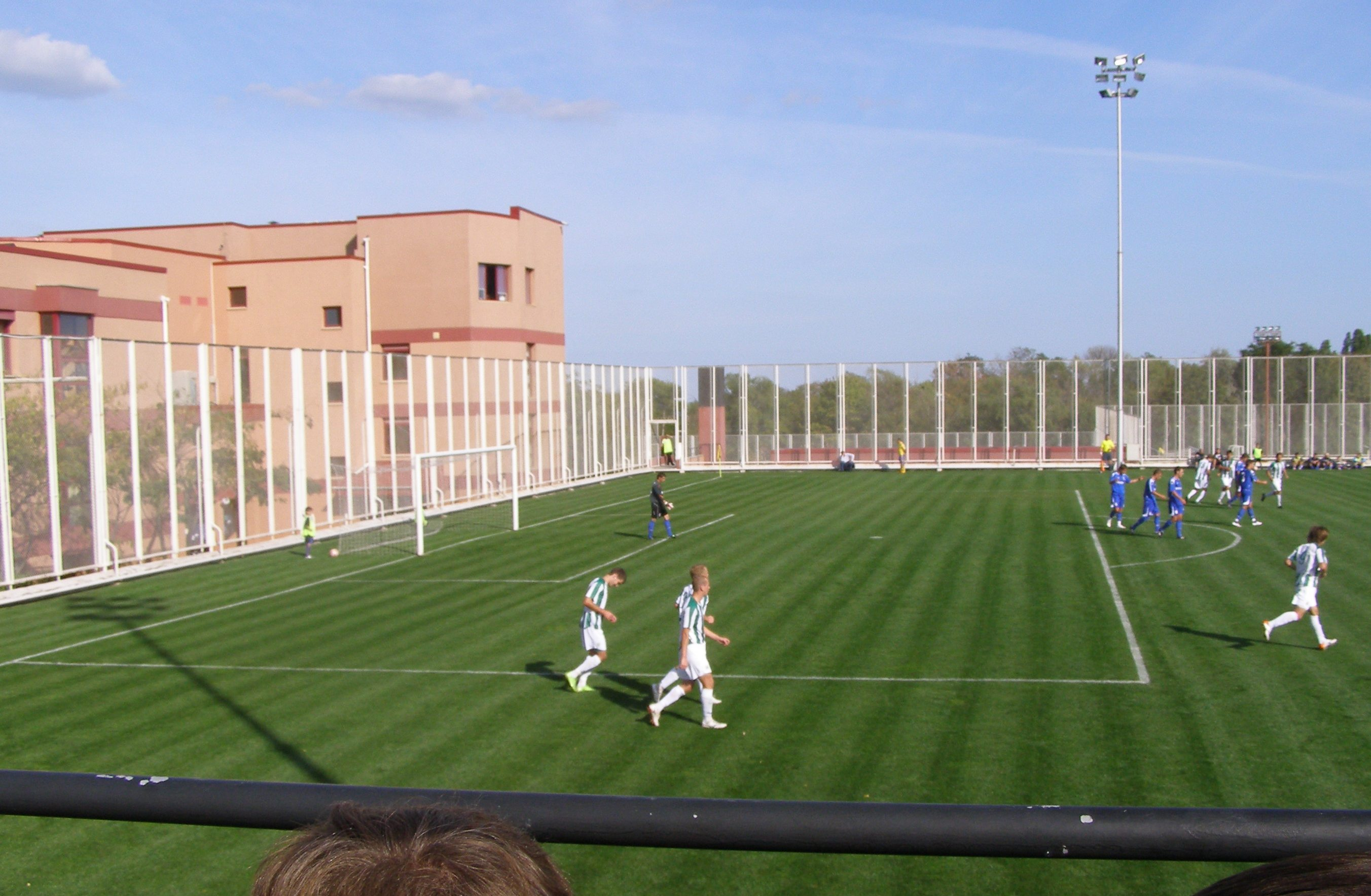
Спортивно-оздоровчий комплекс «Люстдорф»

7 травня 2016 в Одесі (стадіон «Люстдорф», Савіньон) о 15:00 пройшов відбірковий матч Україна — Італія. Переможець цієї двоматчевої дуелі отримував путівку на ЛДІ-2017, який пройде влітку у 2017 р. у Туреччині (м. Самсун).
На полі була запекла боротьба, адже збірні мають давню історію протистояння. Вболівати і підтримувати українську команду прийшли численні вболівальники не тільки з Одеси, а й приїхали з інших міст України. Групи підтримки були з Миколаєва на чолі з ветераном Олександром Чаленко, з м. Києва на чолі з Валерієм Таймазовим.
У результаті перемогу з рахунком 3:1 і путівку на Дефлімпіаду-2017 здобула збірна України. Голи за «синьо-жовтих» забили двічі Макар Букін, ще один м'яч на рахунку Олександр Шотурма. За італійців єдиний м'яч на рахунку Кігна на 12 хвилині.

### Дефлімпійські ігри 2017
На XXIII літніх Дефлімпійських іграх, що відбувались у турецькому місті Самсун, збірна з 18 по 30 липня. У груповій стадії змагань українці спочатку поступилися японцям (1:2), потім у нічию з італійцями (1:1) і лише у третьому матчі перемогли, розгромивши Аргентину — 3:0. Набравши однакову з Японією кількість очок після всіх матчів у групі, українська збірна пройшла далі за рахунок кращої різниці забити-пропущених м'ячів.
25 липня національна збірна з футболу у чвертьфіналі обіграла збірну Росії. Основний і додатковий час закінчились з рахунком 0:0. А у серії післяматчевих пенальті українські футболісти перемогли з рахунком 5:4 та вийшли до півфіналу.
У півфіналі українці мінімально (1:0) переграли команду Єгипту.
У фінальному матчі українці протистояли господарям змагань туркам. Основний і додатковий час закінчились з рахунком 0:0. У серії пенальті поступились з рахунком 3:4. Тож у підсумку збірна завоювала срібні нагороди. Це 99 цих ігор.

### Дефлімпійські Ігрі 2021
На XXIV літніх Дефлімпійських іграх, що відбувались у бразильському місті Кашіас-де-Сул, з 1 по 15 травня 2022р. 
{{
|-
|У груповій стадії "А" змагань українці спочатку в першому турі перемогли південно-корейців (2:1), потім знову перемогли з Єгипту (5:0) і лише у третьому матчі з трудом перемогли  Франції — (3:2) програвся перший тайм 0:2, а на четвертому турі поступився Аргентині (1:2) має 9 очок та очолив 1 місце в своєї групи та вийшов в плей-офф далі в ¼ фінал.|}}
| Група A                                         | Група B                                 | Група C                           | Група D                                  |
| ----------------------------------------------- | --------------------------------------- | --------------------------------- | ---------------------------------------- |
| Аргентина Єгипет Франція Україна Південна Корея | Нідерланди Бразилія Камерун Італія Іран | Малі США Ірак Туреччина Німеччина | Сенегал Греція Мексика Узбекистан Польща |

## Результати

### Дефлімпійські ігри
| Рік  | Місце         | Позиція   |
| ---- | ------------- | --------- |
| 2001 | Рим           | 6-е місце |
| 2009 | Тайпей        | 1         |
| 2013 | Софія         | 2         |
| 2017 | Самсун        | 2         |
| 2021 | Кашіас-де-Сул | 1         |

### Чемпіонати світу
| Рік  | Місце  | Позиція   |  |
| ---- | ------ | --------- |  |
| 2008 | Патри  |           |  |
| 2012 | Анкара | 3         |  |
| 2016 | Емполі | 9-е місце |  |

### Чемпіонати Європи
| Рік  | Місце        | Позиція   |
| ---- | ------------ | --------- |
| 1995 | Берлін       |           |
| 1999 | Осло         |           |
| 2003 | Торремолінос |           |
| 2007 | Лісабон      |           |
| 2011 | Оденсе       | 2         |
| 2015 | Ганновер     | 4-е місце |
| 2019 | Іракліон     | 1         |

## Поточний склад
Склад збірної України на матчах літньої Дефлімпіади 2017 у Самсуні:
| № | Гравець            | Дата народження | Зріст    | Категорія | Секція                       | Позиція |                  |  |  |  |  |  |
|   | Сергій Баєв        | 1988            |          | МСУМК     | Донецька                     |         |                  |  |  |  |  |  |
|   | Дмитро Бєлоусов    | 1994            |          | ІІ        | Луганська                    |         |                  |  |  |  |  |  |
|   | В'ячеслав Брагін   | 1993            |          | І         | Донецька                     |         |                  |  |  |  |  |  |
|   | Макар Букін        | 1987            |          | МСУМК     | м. Київ/Донецька             |         |                  |  |  |  |  |  |
|   | Володимир Вальчук  | 1992            |          | МСУ       | Одеська                      |         |                  |  |  |  |  |  |
|   | Олександр Верещака | 1991            |          | МСУ       | Полтавська                   |         |                  |  |  |  |  |  |
|   | Костянтин Войченко |                 |          |           |                              |         |                  |  |  |  |  |  |
|   | Шалва Мчедлішвілі  |                 |          |           |                              |         | Олександр Оленич |  |  |  |  |  |
|   | Родіон Причина     | 1983            |          | МСУМК     | Полтавська                   |         |                  |  |  |  |  |  |
|   | Віктор Пустовіт    | 1988            |          | МСУМК     | Черкаська/Полтавська         |         |                  |  |  |  |  |  |
|   | Віктор Реутов      |                 |          |           |                              |         |                  |  |  |  |  |  |
|   | Володимир Рій      | 1986            |          | МСУМК     | Івано-Франківська/Полтавська |         |                  |  |  |  |  |  |
|   | Дмитро Сенько      | 1993            |          | МСУ       | Одеська                      |         |                  |  |  |  |  |  |
|   | Андрій Собченко    |                 |          |           |                              |         |                  |  |  |  |  |  |
|   | Андрій Сотніков    | 1988            |          | КМСУ      | Одеська                      |         |                  |  |  |  |  |  |
|   | Олексій Статівка   | 1988            |          | МСУ       | Донецька                     |         |                  |  |  |  |  |  |
|   | Мирослав Танчик    | 1985            |          | МСУМК     | Тернопільська                |         |                  |  |  |  |  |  |
|   | Дмитро Українець   | 1984            |          | МСУМК     | Дніпропетровська             |         |                  |  |  |  |  |  |
|   | Сергій Фролов      | 1987            | голкіпер | МСУМК     | Рівненська                   |         |                  |  |  |  |  |  |
|   | Ігор Шотурма       | 1993            |          | І         | Дніпропетровська             |         |                  |  |  |  |  |  |
|   | Василь Штулер      | 1993            |          | ІІ        | Полтавська                   |         |                  |  |  |  |  |  |

У складі дефлімпійської збірної України з футболу у Бразилії з 1 - 15 травня 2022р. виступили: 
БАЄВ Сергій,
БЄЛОУСОВ Дмитро,
БРАГІН Вячеслав,
ВЕРЕЩАКА Олександр (мол.),
ВОДОЛАГА Максим,
ВОЙЧЕНКО Костянтин,
ДОЦЕНКО Дмитро,
КОТЛЯРОВ Ярослав,
МИШЕНКО Богдан,
МЧЕДЛІШВІЛІ Шалва,
ОЛЕНИЧ Олександр,
ПОЛЯНСЬКИЙ Михайло,
ПУСТОВІТ Віктор,
РЕУТОВ Ігор,
РІЙ Володимир,
РУДЗЕВИЧ Іван,
СЕНЕ Рогер Амаду,
НИЇЕ Абдоуліе,
СТРИЙСЬКИЙ Роман,
УКРАЇНЕЦЬ Дмитро.
Тренери — Верещака Олександр (дорозл.)  та Козін Віктор.
Збірна України з футболу - ЧЕМПІОН літніх Дефлімпійських ігор-2021 в Кашіас-де-Сулі (Бразилія).